# Rio del Piantone
Il rio del Piantone è un piccolo corso d'acqua dell'Appennino bolognese, noto per attraversare la città di Marzabotto.

## Percorso
Nasce dal monte Vignola, una montagna molto ricca di sorgenti data la sua altezza elevata (817 m) rispetto alle altre circostanti, dal cui versante opposto nasce il torrente Lavino, affluente del Samoggia. Si dirige, con un corso abbastanza regolare, in direzione sud-est e giunge quindi a Marzabotto per poi gettarsi nel fiume Reno dopo un percorso di circa 6,5 km. 

## Regime idrico
Il torrente ha un regime sicuramente torrentizio ma perenne e costante, non rimane mai asciutto nei periodi di magra a differenza di alcuni torrenti attigui come il Venola.